# روشيل مارتن
روشيل مارتن (بالإنجليزية: Rochelle Martin)‏ هي إمرأة إطفاء نيوزيلندية، ولدت في 28 مارس 1973 في نيبيار في نيوزيلندا.